# 小卡爾·埃普坦·芒迪

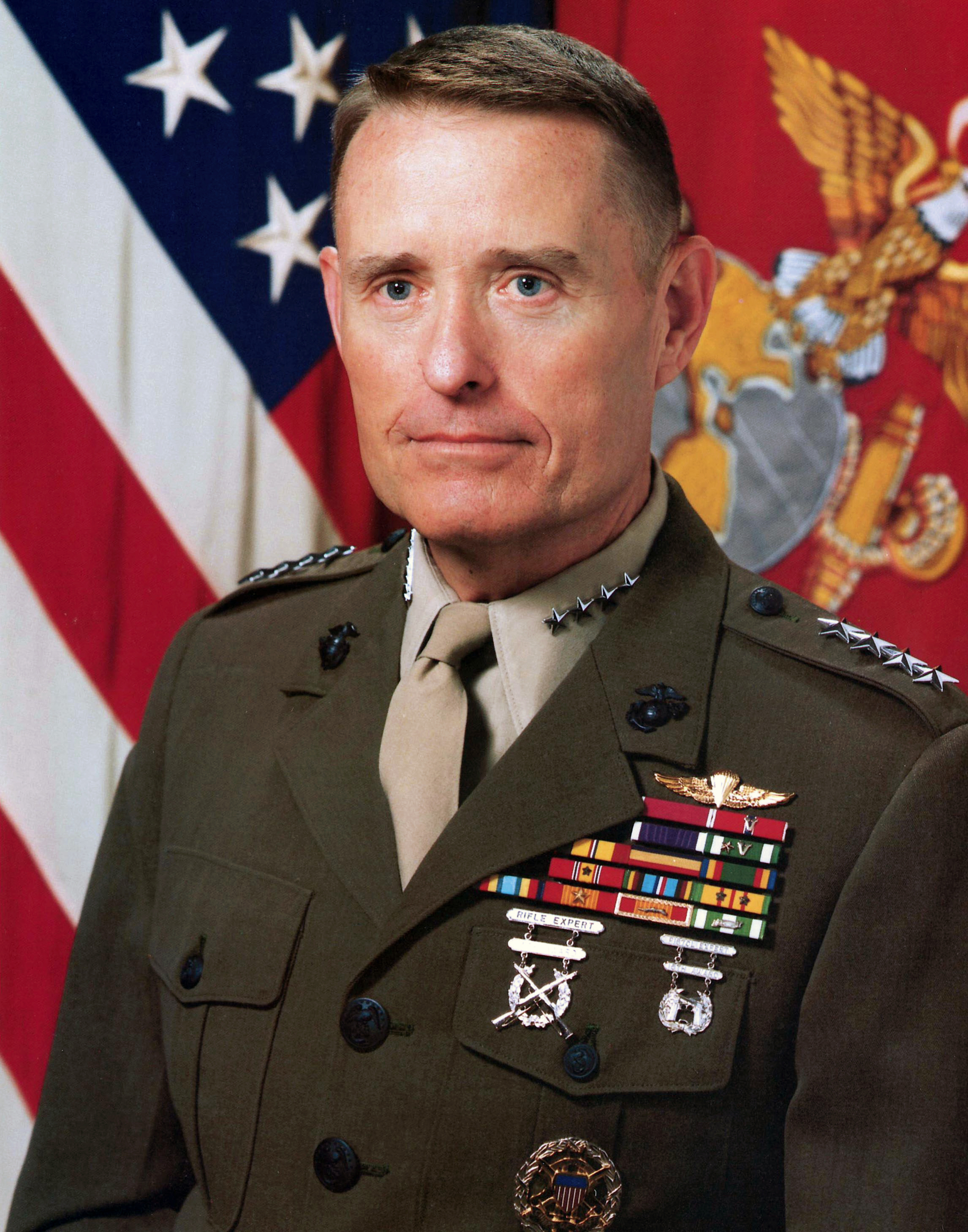
小卡爾·埃普坦·芒迪

小卡爾·埃普坦·芒迪（英語：Carl Epting Mundy, Jr.，1935年7月16日—2014年4月2日），美國海軍陸戰隊上將。他是第三十任美國海軍陸戰隊司令（1991年至1995年）及參謀長聯席會議成員。他出生於美國喬治亞州亞特蘭大。
2014年4月2日，他因默克尔细胞癌去世，享年78歲。小卡尔·埃普坦·芒迪的儿子卡尔·埃普坦·芒迪三世也加入了美国海军陆战队，曾担任美国海军陆战队中央司令部司令，军衔为中将。